# Peugeot 2008

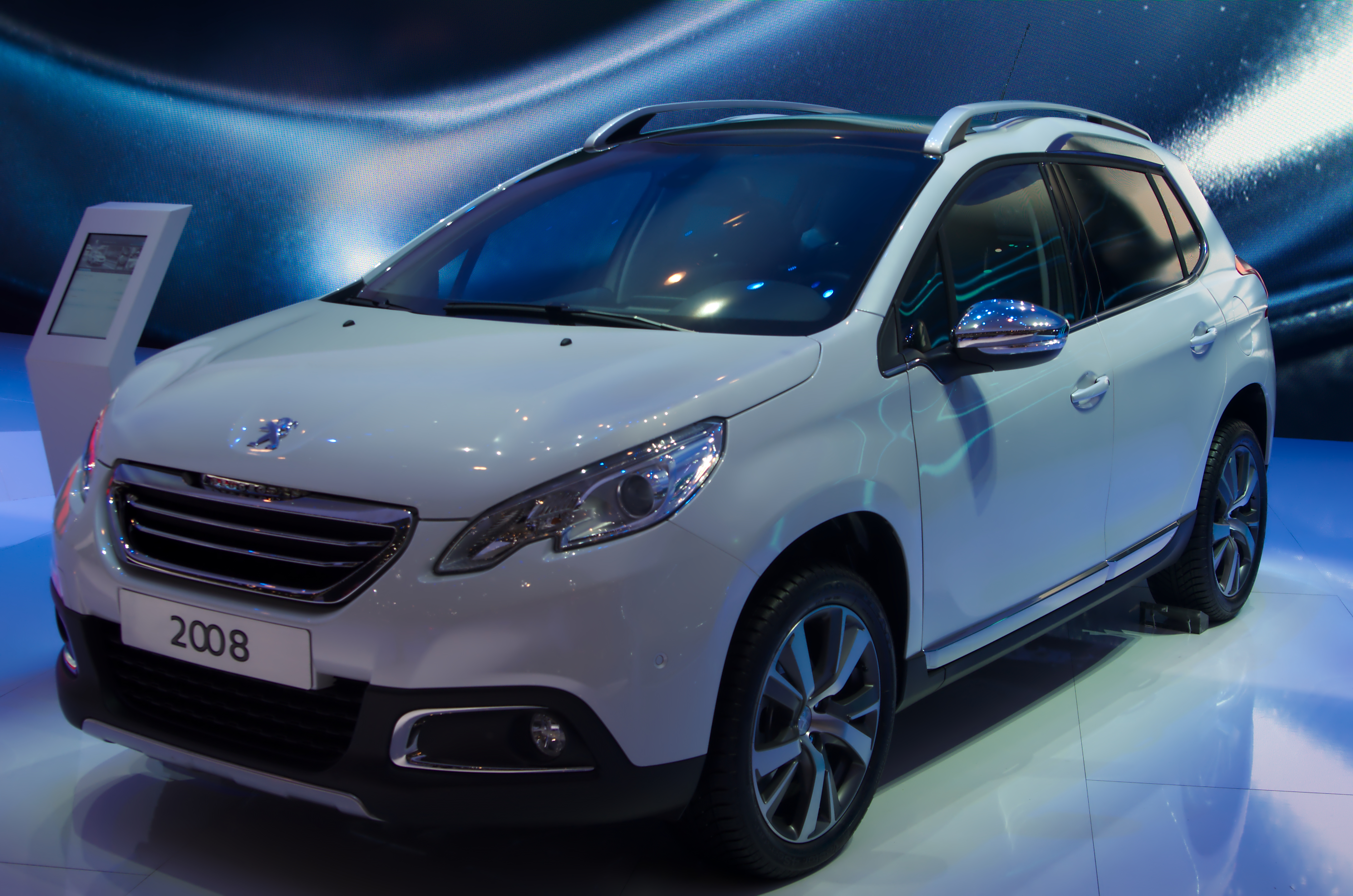
Peugeot 2008 at the 2013 Geneva Motor Show

El Peugeot 2008 és un mini vehicle multisegment produït pel fabricant francès Peugeot des de 2013. El Peugeot 2008 va reemplaçar el Peugeot 207 SW, ja que Peugeot no planejava llançar una versió SW del seu 208. Es va desenvolupar sota el malnom d'"A94" i estava basat en la plataforma PF1, compartint components electrònics amb el Peugeot 208.